# Hans Stennacke
Hans Stennacke (tidigare Lindgren), född 26 januari 1940 i Bromma församling, död 3 juni 2022 i Växjö, var en svensk konstnär.
Offentlig utsmyckning Tidshjulet 1992 Växjö.